# Sông Ninh Cơ
Sông Ninh Cơ (còn gọi là Lạch Lác hay Cường Giang) là một phân lưu ở hạ nguồn của sông Hồng chảy qua tỉnh Nam Định. Điểm bắt đầu của nó là nơi tiếp giáp hai xã Trực Chính (huyện Trực Ninh) và Xuân Hồng (huyện Xuân Trường). Nó chảy qua ranh giới hai huyện Trực Ninh, Xuân Trường, sau đó xuyên ngang qua huyện Trực Ninh rồi đổi hướng để tạo thành ranh giới tự nhiên giữa huyện này với huyện Nghĩa Hưng. Đoạn sau đó là ranh giới giữa hai huyện Nghĩa Hưng (phía tây) và Hải Hậu (phía đông), cuối cùng sông đổ ra cửa Lạch Giang (còn gọi là cửa Ninh Cơ) tại nơi tiếp giáp giữa xã Nghĩa Phúc (Nghĩa Hưng) và thị trấn Thịnh Long (Hải Hậu).
Cầu Lạc Quần là cầu bê-tông duy nhất bắc qua sông này, phía Bắc cầu là huyện Trực Ninh, phía Nam cầu là huyện Xuân Trường. Cùng với đó, nối hai bên bờ sông còn có cầu phao Ninh Cường, các bến phà Hải Minh, Thịnh Long và một vài bến đò khác. Con sông này chảy gần như hình sin theo hướng Bắc Đông Bắc - Tây Nam với chiều dài khoảng 55 km. Nó đem lại nguồn nước và phù sa khá tốt cho 2 huyện Nghĩa Hưng và Trực Ninh. Vào mùa lũ, nước sông dâng khá lớn, có thể nước tới mặt đê cao 15 m.
Sông Ninh Cơ cũng là một dòng sông gắn liền với cuộc sống của người dân làng Ngọc Tiên, Hành Thiện, xã Xuân Hồng, huyện Xuân Trường. Con sông này xa xưa thời Trần các đinh tráng làng Ngọc Tiên cùng lính Triều Đình với tướng Yết Kiêu, Dã Tượng tập luyện trên sông để chuẩn bị những trận đánh chống quân Nguyên Mông. Bến đò xưa Cựa Gà làng Ngọc Tiên đã đi vào bao nhiêu thơ ca và nơi bến đò này cũng đón bao nhiêu tao nhân mặc khách khắp nơi đi về trong đó có các nhà thơ Tú Xương, Tản Đà, Nguyễn Khuyến... Năm 1947 tại bến đò Cựa Gà, nhà thơ Khái Hưng của nhóm tự lực văn đoàn đã bị giết chết tại đây! Sông Ninh Cơ, đò Cựa Gà cũng là nơi hàng năm vào rằm tháng giêng diễn ra môn thi Địch Thủy, chạy từ chùa Ngọc Tiên (Thanh Quang Tự) ra bến đò Cựa Gà lội ra giữa dòng sông để lấy nước về đồ xôi cúng Thành hoàng làng Ngọc Tiên, và cũng là nơi diễn ra cuộc thi bơi Trải hằng năm trong lễ hội truyền thống chùa Keo Hành Thiện. Sông Ninh Cơ còn gắn liền với sự hình thành và phát triển của nhiều giáo xứ lâu đời của giáo phận Bùi Chu.

## Các cây cầu bắc qua sông Ninh Cơ
- Cầu Lạc Quần (nối 2 huyện Trực Ninh và Xuân Trường).
- Cầu Thịnh Long (nối 2 huyện Hải Hậu với Nghĩa Hưng)